# Răchita (okręg Caraș-Severin)
Răchita – wieś w Rumunii, w okręgu Caraș-Severin, w gminie Șopotu Nou. W 2011 roku liczyła 151 mieszkańców. 